# タイラー・アルジアー
タイラー・アルジアー（Tyler Allgeier, 2000年4月15日 - ）は、アメリカ合衆国カリフォルニア州フォンタナ出身のプロアメリカンフットボール選手。NFLのアトランタ・ファルコンズに所属している。ポジションはランニングバック。

## 経歴

### カレッジ
ブリガムヤング大学（BYU）では一度ラインバッカーに転向したが、再びランニングバックに戻った。

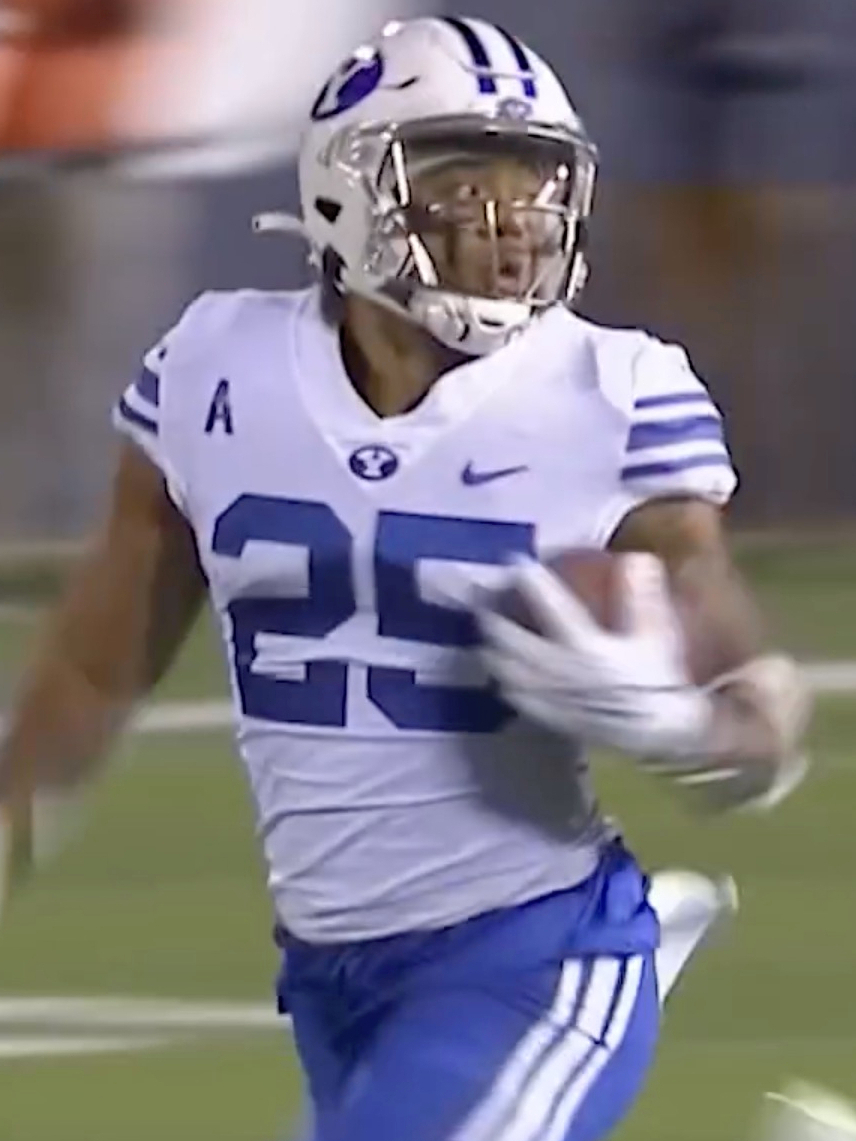
BYUでのアルジアー
(2021年)

4年目の2021年シーズンには1,601ラン獲得ヤードを記録。シーズン終了後、2022年のNFLドラフトにエントリーした。

### アトランタ・ファルコンズ
ドラフト全体151位でアトランタ・ファルコンズから指名され、その後ルーキー契約を結んだ。

#### 2022年シーズン
チームで先発を務めていたコーダレル・パターソンの怪我により、第5週のタンパベイ・バッカニアーズ戦でキャリア初先発した。第7週のシンシナティ・ベンガルズ戦でキャリア初となるラッシングTDを記録。第15週のニューオーリンズ・セインツ戦ではシーズン最多となる139ラン獲得ヤードを記録した。
このシーズンは最終的に1,035ラン獲得ヤードを記録。ファルコンズの選手がシーズン1,000ラン獲得ヤード以上を記録したのは2016年のデボンテイ・フリーマン以来であり、ルーキーに限れば1979年のウィリアム・アンドリュース以来であった。また、ルーキーのシーズン最多ラン獲得ヤード記録でアンドリュースを上回り、ファルコンズの球団記録を更新した。

#### 2023年シーズン
ビジャン・ロビンソンが先発となり、控えRBとして683ラン獲得ヤードを記録した。

#### 2024年シーズン
全17試合に出場して、644ラン獲得ヤードを記録した。

## 詳細情報

### ファルコンズ記録
- ルーキーによるシーズン最多ラン獲得ヤード：1,035（2022）